# Mimosa prainiana
Mimosa prainiana är en ärtväxtart som beskrevs av James Sykes Gamble. Mimosa prainiana ingår i släktet mimosor, och familjen ärtväxter. Inga underarter finns listade i Catalogue of Life.